# آرکانزاس (ویرجینیای غربی)
آرکانزاس (به انگلیسی: Arkansas) یک منطقهٔ مسکونی در ایالات متحده آمریکا است که در شهرستان هاردی، ویرجینیای غربی واقع شده‌است.